# Euphorbia pudibunda
Euphorbia pudibunda är en törelväxtart som först beskrevs av Peter René Oscar Bally, och fick sitt nu gällande namn av Peter Vincent Bruyns. Euphorbia pudibunda ingår i släktet törlar, och familjen törelväxter.

## Underarter
Arten delas in i följande underarter:
- E. p. lanata
- E. p. pudibunda
- E. p. rotundifolia